# Lilium sulphureum

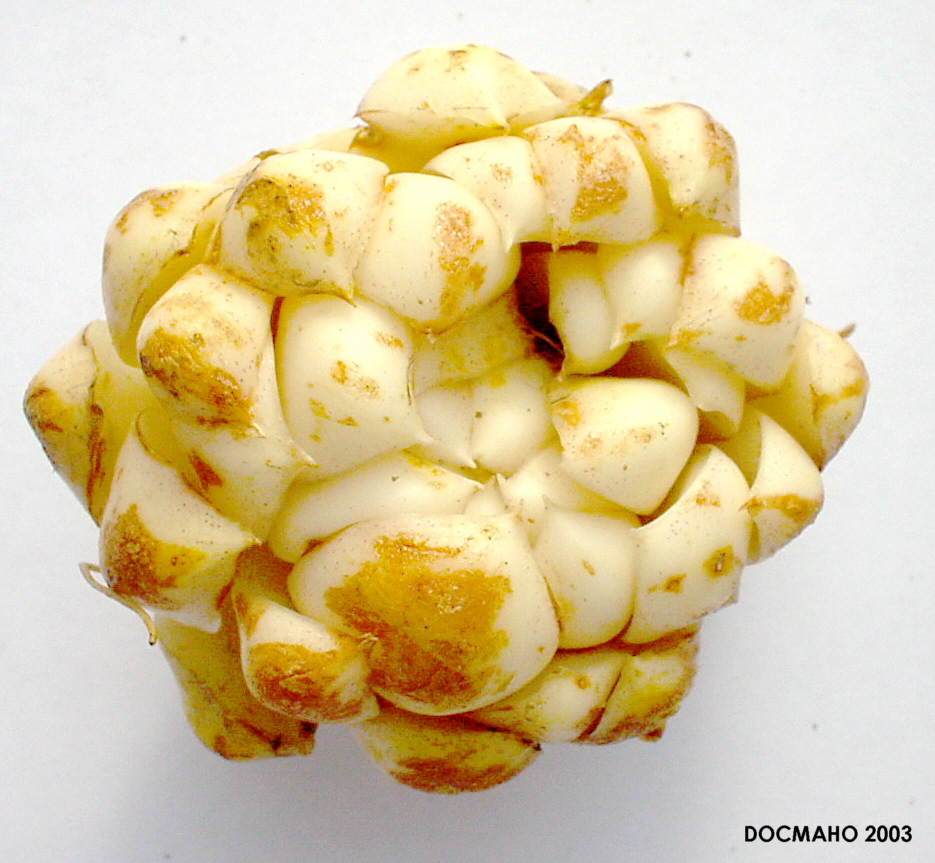
Bulbo de Lilium sulphureum.

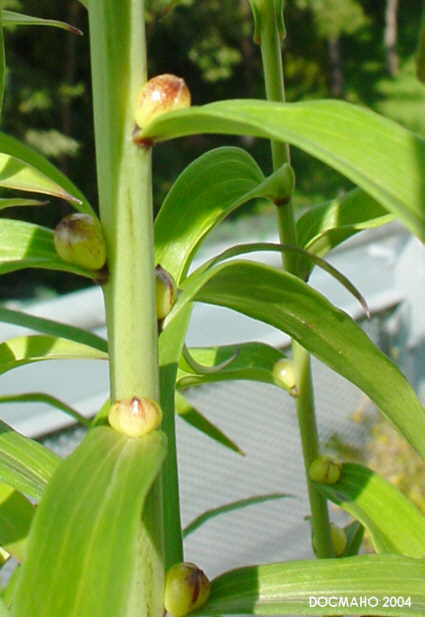
Lilium sulphureum.

Lilium sulphureum (em chinês: 淡黄花百合|dan huang hua bai he) é uma espécie de planta com flor, pertencente à família Liliaceae.
É endêmica de Myanmar e da República Popular da China com ocorrências na província de Yunnan.